# ماري آن دي ميللي نيسل
ماري آن دي ميللي نيسل (5 أكتوبر 1717 - 8 ديسمبر 1744)هي كانت أصغر أخوات دي نيسل الخمس المشهورات، أصبحت أربع منهن عشيقات الملك لويس الخامس عشر ملك فرنسا. كانت عشيقته من عام 1742 حتى عام 1744.